# スポーツウェア
スポーツウェア（英語：Sportswear）またはスポーツウエアは、スポーツ用の衣服のこと、また運動やレジャーに適した軽快な服装のこと。運動着。トレーニング（練習、訓練）用に着用するものについてはトレーニングウェア（和製英語：Training wear）と呼ばれる。アメリカではカジュアルウェアと同義で使われており、実際にスポーツで用いる服についてはアクティブ・スポーツウェアと呼び区別しているという。
1960年代のオリンピックのテレビ衛星中継などによりスポーツへの関心が高まり、1972年頃からアメリカを中心とした先進国で健康のためのスポーツが盛んとなり、1970年代に中高年も含めたスポーツブーム（テニス、ランニング、ゴルフ、スキーなど）となった。
1971年のパリ・コレクションではテニスウェア、ヨットパーカー、バスケットボールのユニフォームなどのスポーツウェアが多く発表され、日本ではスポーツ・ルックと呼ばれた。1960年代後半から1970年代初頭にかけてファッションを席巻したのはスポーツであったと言われている。

## スポーツウェアの機能
デサントの清嶋展弘によれば、スポーツウェアに求められる品質・機能は「運動機能性」「快適性（満足度）」「耐久性」「安全性」の4つに大別されるという。
身体の動作を制限しないための運動機能性はスポーツウェアにとって最も大切な機能であり、要素としては伸縮性、被服圧、軽量性、柔軟性などがあり、また競泳やスキー滑降などでは表面流体抵抗性も大きく関係してくる。
快適性（満足度）は要素としては保温性、通気性、撥水性、透湿性、防水性、吸汗速乾性、接触冷温感のほか、抗菌・防臭などの各種付加機能、また色やデザイン、風合いなどが挙げられる。
他の分野のウェアに比べスポーツウェアは使用状況が厳しく、製品自体の耐久性や、着用者への安全性も求められる。耐久性は、強度、染色堅牢性（色落ちしづらい）、形態安定性（型崩れしにくい）など、激しい使用や繰り返しの洗濯に耐えることが求められ、安全性は、転倒や衝突したときの衝撃を吸収したり、摩擦熱や紫外線、高温や低温などからの身体の保護が目的とされる。

## 日本におけるスポーツウェアの大衆化
日本でスポーツが大きく注目されたのは1964年（昭和39年）の東京オリンピックが契機とされ、オニツカが開発したシューズ「マラップ」が、スポーツ用品が一般市民のライフスタイルに取り入れられた最初の製品とされる。
昭和40年代になると、西ドイツが1960年から1970年にかけて行ったスポーツ振興計画（ゴールデン・プラン）を参考に、スポーツによる国民の体力増進および青少年の非行化防止を目的としたスポーツ施設の設置に関して、国や地方自治体による助成が行われ、日本の各地にゴルフ場やボウリング場が作られ大衆化した。この時期に胸にワンポイントの入ったゴルフシャツが流行した。
またマラソンブームやママさんバレーブームによりトレーニングウェアの需要が伸び、1974年（昭和49年）から1977年（昭和52年）にかけて売り上げは2倍になったという。このときは学校体育を対象とした従来の学生服メーカーではなく、スポーツメーカーが主導となった。その元となったのは1972年の札幌冬季オリンピックに向けて東レとミズノが共同開発した、表地をナイロン、裏地を綿にしたトレーニングウェアで、防寒性と吸湿性に優れ、2万人の聖火ランナーのユニフォームとして採用された。
ゴルフシャツ、トレーニングウェアに続いて流行したのは登山用だったダウンウェアで、1978年（昭和53年）頃からヘビーデューティーという言葉が流行し、その代名詞とされたダウンは昭和55年（1980年）度に90万着を売り上げた。販売したのはデサント、ゴールドウィン、アシックス、フェニックス、美津濃などであり、もともとスキーウェアで実績のあったメーカーである。
また冬のファッションのダウンに対し夏のファッションとしてテニスウェアが流行、昭和40年代初頭では30万人といわれたテニス人口は1979年（昭和54年）には1200万人とされ、スポーツメーカーに加え多くのアパレルメーカーが参入し、テニスウェアの市場規模は50億円から450億円に膨れ上がった。ただし実際にテニスのプレーに使用していたのは全体の3割以下とされ、大半はカジュアルウェアとして着られていたという。
ファッション評論家の林邦雄によれば、スポーツウェアが街着として市民権を得たのは1980年のことだとしている。
1980年代に入るとフィットネスがブームとなった。オリビア・ニュートン＝ジョンの大ヒット曲「フィジカル」のミュージックビデオはエアロビクスを題材とし、女優のジェーン・フォンダが出したエアロビクスのビデオ『ジェーン・フォンダのワークアウト』は世界中で人気となり、リーボックのエアロビクス用ハイカットスニーカーもブームとなった。また、1983年公開の映画『フラッシュダンス』で主役のジェニファー・ビールスが着ていたオーバーサイズのスウェット姿は真似する人が続出した。1986年にはフィットネスブームを反映した雑誌『Tarzan』が創刊された。

## 関連年表（日本）
- 1957年 - 皇太子明仁親王（当時）が着ていたテニスセーター[注釈 6]が話題になる[22]。
- 1960年 - レジャーウェアへの関心が高まる[23]。
- 1963年 - バカンスルック、セパレート水着などのレジャーウェアが流行する[24]。ボウリングが人気となる[24]。
- 1964年 - ラコステおよびマンシングウェア (Munsingwear) が日本でのポロシャツのライセンス生産を開始する[25]。
- 1971年 - ボウリングが人気となる[26]。
- 1972年 - マリンルックが流行する[27][26]。
- 1973年 - テニスルックなど、スポーツカジュアルへの熱が高まる[27]。
- 1976年 - ジャージが大量に出回る[28]。健康ランニングシューズがアメリカから輸入される[28]。
- 1977年 - ジョギングパンツ、スニーカーなどが流行する[28]。雑誌『ポパイ』の影響でサーファーが流行する[28]。
- 1978年 - ランニングスーツ、ジョギングパンツが流行する[28]。
- 1979年 - ジョギングウェア、サーファールックが流行する[29]。ラコステのポロシャツが人気となる[28]。
- 1980年 - スポーツウェアが街着として定着する[21]。ヨットパーカーが若者に人気となる[21]。
- 1981年 - ダウンジャケット、テニスウェアが流行する[21]。ポロシャツ、パーカー、タンクトップなどのスポーツファッションが人気となる[30]。
- 1983年 - アウトドアのスポーツが普及する[31]。エアロビクスが流行する[31]。
- 1993年 - アウトドアウェアやグッズが流行する[32]。スケーター、ボーダーファッションが一般化する[32]。
- 1996年 - マイケル・ジョーダンが初来日[10]。ナイキのエアマックスが人気となる[33]。
- 2010年 - 女性のアウトドアスタイルである山ガールが人気となる[34]。
- 2013年 - スポーツやアウトドアブランドのアイテムが人気となる[35]。